# Asread
Asread Co., Ltd. (株式会社アスリード, Kabushiki gaisha Asurīdo) est un studio d'animation japonaise fondé en novembre 2003 par des anciens membres de Xebec.

## Historique
C'est en novembre 2003 que Kiyonori Hiramatsu, ancien animateur chez Sunshine Corporation of Japan (ja), décide de fonder son propre studio d'animation après avoir travaillé chez Xebec.
À sa création, son activité principale était la sous-traitance d'animation pour d'autres sociétés dont XEBEC, ou bien CoMix Wave Films pour leur film d'animation de 2004, La Tour au-delà des nuages. Leur première demande de production est la série d'animation de 2005, Shuffle!, basée sur le visual novel éponyme produit par Navel.

## Productions

### Séries télévisées
| Année | Titre                                                                     | Dates de 1re diffusion | Dates de 1re diffusion | Nb. éps.   | Notes |
| Année | Titre                                                                     | Début                  | Fin                    | Nb. éps.   | Notes |
| ----- | ------------------------------------------------------------------------- | ---------------------- | ---------------------- | ---------- | --- |
| 2005  | Shuffle!                                                                  | 7 juillet 2005         | 5 janvier 2006         | 24         | Basée sur le visual novel produit par Navel.                                                                        |
| 2006  | Shuffle!                                                                  | 7 juillet 2005         | 5 janvier 2006         | 24         | Basée sur le visual novel produit par Navel.                                                                        |
| 2007  | Shuffle! Memories                                                         | 7 janvier 2007         | 25 mars 2007           | 12         | Réarrangement de la première série.                                                                                 |
| 2008  | Minami-ke: Okawari                                                        | 6 janvier 2008         | 30 mars 2008           | 13         | Seconde saison de la série d'animation basée sur le manga de Koharu Sakuraba.                                       |
| 2008  | Ga-Rei: Zero                                                              | 6 octobre 2008         | 22 décembre 2008       | 12         | Préquelle à la série de manga Ga-Rei de Hajime Segawa ; coproduction avec AIC Spirits.                              |
| 2009  | Minami-ke: Okaeri                                                         | 4 janvier 2009         | 29 mars 2009           | 123        | Suite de Minami-ke: Okawari.                                                                                        |
| 2011  | Mirai nikki                                                               | 9 octobre 2011         | 15 avril 2012          | 26         | Basée sur la série de manga de Sakae Esuno.                                                                         |
| 2012  | Mirai nikki                                                               | 9 octobre 2011         | 15 avril 2012          | 26         | Basée sur la série de manga de Sakae Esuno.                                                                         |
| 2013  | Yūsha ni narenakatta ore wa shibushibu shūshoku o ketsui shimashita. (ja) | 5 octobre 2013         | 21 décembre 2013       | 12         | Basée sur la série de light novel écrite par Jun Sakyou et illustrée par Masaki Inuzumi.                            |
| 2016  | Big Order                                                                 | 6 avril 2016           | 18 juin 2016           | 10         | Basée sur la série de manga de Sakae Esuno.                                                                         |
| 2018  | Lord of Vermilion (en)                                                    | 14 juillet 2018        | 29 septembre 2018      | 12         | Basée sur le jeu d'arcade de cartes à collectionner de Square Enix ; coproduction avec tear-studio.                 |
| 2019  | Arifureta shokugyō de sekai saikyō                                        | 7 juillet 2019         | 7 octobre 2019         | 13         | Basée sur la série de light novel écrite par Ryō Shirakome et illustrée par Takayaki ; coproduction avec White Fox. |
| 2021  | Mother of the Goddess' Dormitory (en)                                     | 14 juillet 2021        | 15 septembre 2021      | 10         | Basée sur la série de manga de Ikumi Hino.                                                                          |
| 2022  | Arifureta shokugyō de sekai saikyō (saison 2)                             | 13 janvier 2022        | À annoncer             | À annoncer | Suite de Arifureta shokugyō de sekai saikyō ; coproduction avec Studio Mother.                                      |

### ONA
| Année | Titre                             | Date(s) de sortie | Date(s) de sortie | Notes                                          |
| Année | Titre                             | Début             | Fin               | Notes                                          |
| ----- | --------------------------------- | ----------------- | ----------------- | ---------------------------------------------- |
| 2011  | Busō Chūgakusei: Basket Army (ja) | 22 décembre 2011  | 20 décembre 2012  | Basée sur le roman écrit par Kazushige Nojima. |
| 2012  | Busō Chūgakusei: Basket Army (ja) | 22 décembre 2011  | 20 décembre 2012  | Basée sur le roman écrit par Kazushige Nojima. |

### OVA
| Année | Titre                                                                     | Date(s) de sortie | Notes |
| ----- | ------------------------------------------------------------------------- | ----------------- | --- |
| 2009  | Minami-ke: Betsubara                                                      | 23 juin 2009      | Épisode faisant suite à Minami-ke: Okaeri publié avec l'édition limitée du 6e volume du manga.                                        |
| 2010  | Mirai nikki                                                               | 9 décembre 2010   | Épisode pilote de la série,. |
| 2012  | Corpse Party: Missing Footage                                             | 2 août 2012       | Épisode publié avec l'édition limitée du jeu vidéo Corpse Party -The Anthology- Sachiko no renai yūgi ♥ Hysteric Birthday 2U de 5pb.. |
| 2013  | Corpse Party: Tortured Souls                                              | 24 juillet 2013   | Production de 4 épisodes faisant suite à Corpse Party: Missing Footage,.                                                              |
| 2013  | Mirai nikki: Redial                                                       | 26 juillet 2013   | Épilogue de la série. |
| 2014  | Yūsha ni narenakatta ore wa shibushibu shūshoku o ketsui shimashita. (ja) | 6 mars 2014       | Épisode publié avec l'édition limitée du 9e volume du light novel.                                                                    |
| 2015  | Big Order                                                                 | 3 octobre 2015    | Épisode publié avec l'édition limitée du 8e volume du manga.                                                                          |